# Jaggery

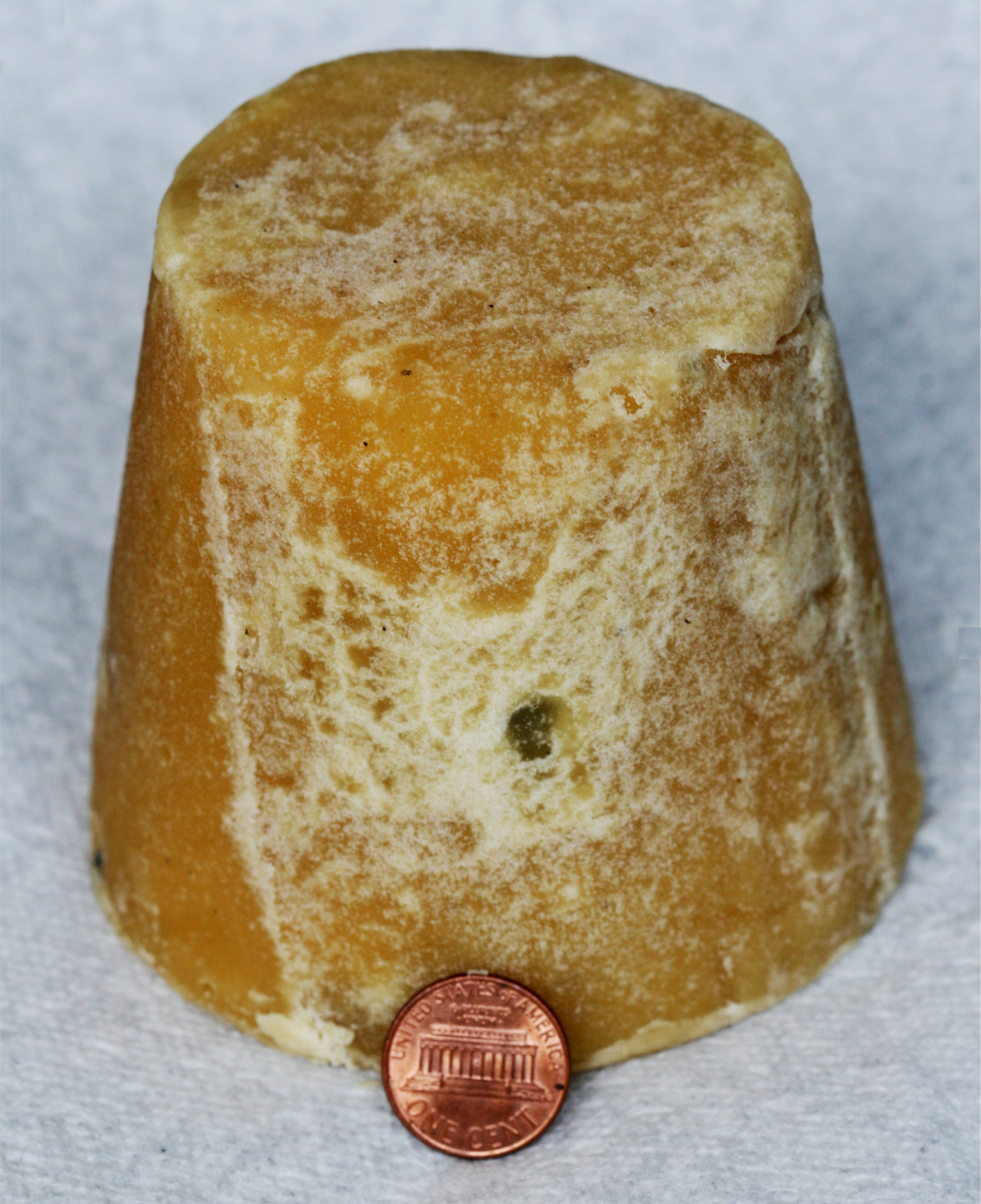
Ein Block indischer Jaggery

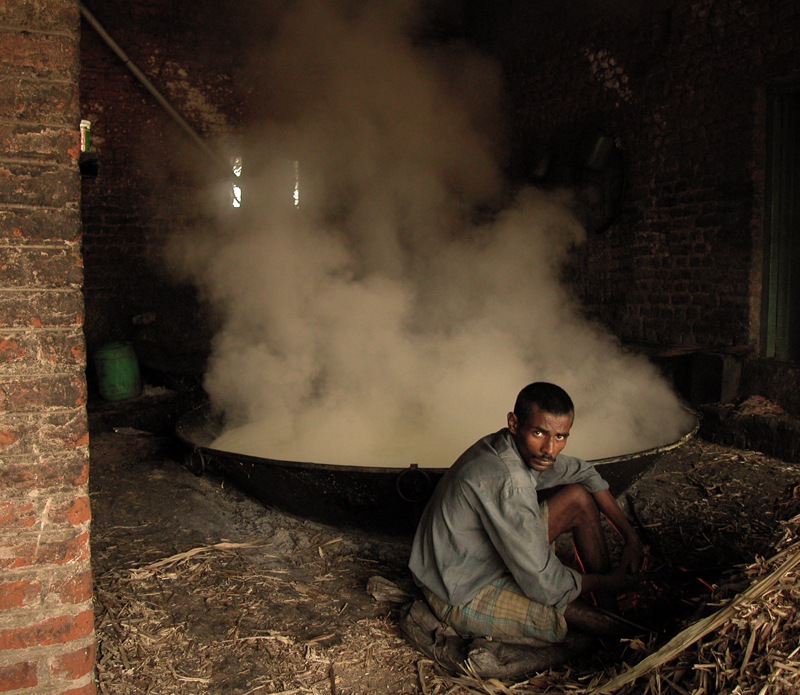
Jaggery-Herstellung

Jaggery (auch transkribiert als jaggeree) ist traditionell unraffinierter Zucker (Vollrohrzucker), der in ganz Süd- und Südostasien genutzt wird.

## Herkunft
Obwohl der Begriff Jaggery sowohl für das Produkt des Zuckerrohrs als auch der Dattelpalme genutzt wird, bezieht sich das Wort allein auf den Zuckerrohr-Zucker. Der Palmzucker, der aus dem Saft der Dattelpalme hergestellt wird, ist nicht nur teurer, sondern auch seltener außerhalb der Gebiete, in denen er hergestellt wird. In Südindien werden auch die Sagopalme und Kokosnusspalme zur Zuckerproduktion angezapft. In Mexiko und Südamerika sind ähnliche Zuckerrohrprodukte auch unter der Bezeichnung panela, piloncillo oder rapadura (Brasilien) bekannt. In Myanmar wird Jaggery, dort bekannt als Htanyet, aus dem Sirup der Caryota gewonnen.
Hauptproduzent von Jaggery ist Indien. Der Distrikt Muzaffarnagar im Bundesstaat Uttar Pradesh besitzt den größten Jaggery-Markt der Welt, gefolgt von Anakapalli im gleichnamigen Distrikt im Bundesstaat Andhra Pradesh.
Jaggery kommt in Blöcken von Pasten verfestigter Zuckersirupkonzentrate, die bis zu 200 °C erhitzt wurden, auf den Markt. Traditionell wird der Sirup durch das Kochen von reinem Zuckerrohr- oder Palmsaft in einem relativ großen runden Gefäß hergestellt (siehe Foto).

## Eigenschaften
Jaggery enthält mehr Mineralsalze als raffinierter Zucker. Darüber hinaus sind für die Herstellung keine chemischen Agenzien vonnöten. Die traditionelle indische Medizin, das Ayurveda, schätzt Jaggery wegen des vorgeblichen Nutzens in der Heilung von Rachen- und Lungeninfektionen. Sahu und Saxena fanden durch Tierversuche heraus, dass Jaggery Lungenschäden durch partikelförmige Materialien, wie beispielsweise Kohlen- und Siliziumstaub, bei Ratten reduzieren kann. Gandhi empfahl ihn in seiner eigenen Ziegenmilchdiät.

## Verwendung
Jaggery wird als Zutat sowohl in süßen als auch herzhaften Gerichten in Südasien genutzt. Jaggery findet in den südindischen Soßen Sambar und Rasam Verwendung und wird zuweilen auch dem nordischen Dal hinzugefügt. Jaggery wird als Süßigkeit, beispielsweise pur, als Toffee verwendet oder in Kuchen verarbeitet. Jaggery kommt bei der Zubereitung mancher Spirituosen zum Einsatz.
Jaggery wird in Teilen Indiens als glückverheißend angesehen und zu besonderen Anlässen verzehrt.
In Myanmar wird Jaggery, Htanyet genannt, traditionell am Abend mit einer Tasse grünen Tees verzehrt und örtlich auch als Burmese-Schokolade bezeichnet. Jaggery wird in Myanmar auch mit Kokosnuss, Zwetschge oder Sesam gemischt und findet sich in der landestypischen Küche wieder.
Neben der Verwendung als Speise wird Jaggery auch zum Einbrennen des Tandur-Ofens benutzt.

## Jaggery-Bezeichnungen
- Bella auf Kannada
- Bellam auf Telugu
- Chakkara auf Malayalam (aus Palmwein hergestellt)
- Gaur auf Gujarati
- Gud bis Gor auf Hindi und Punjabi
- Gul auf Marathi
- Gula Melaka in Malaysia
- Gur auf Urdu, Bengalisch und Assamesisch
- Hakuru auf Singhalesisch
- Htanyet auf Birmanisch
- Panela und piloncillo in Lateinamerika
- Panocha oder Panutsa auf den Philippinen
- Rapadou in Haiti
- Sharkara auf Sanskrit
- Shakhar auf Nepali
- Sharkara auf Malayalam (aus Zuckerrohr hergestellt)
- Valle Bella auf Tulu
- Vellam auf Tamilisch

## Galerie

Jaggery-Produktion in Kambodscha
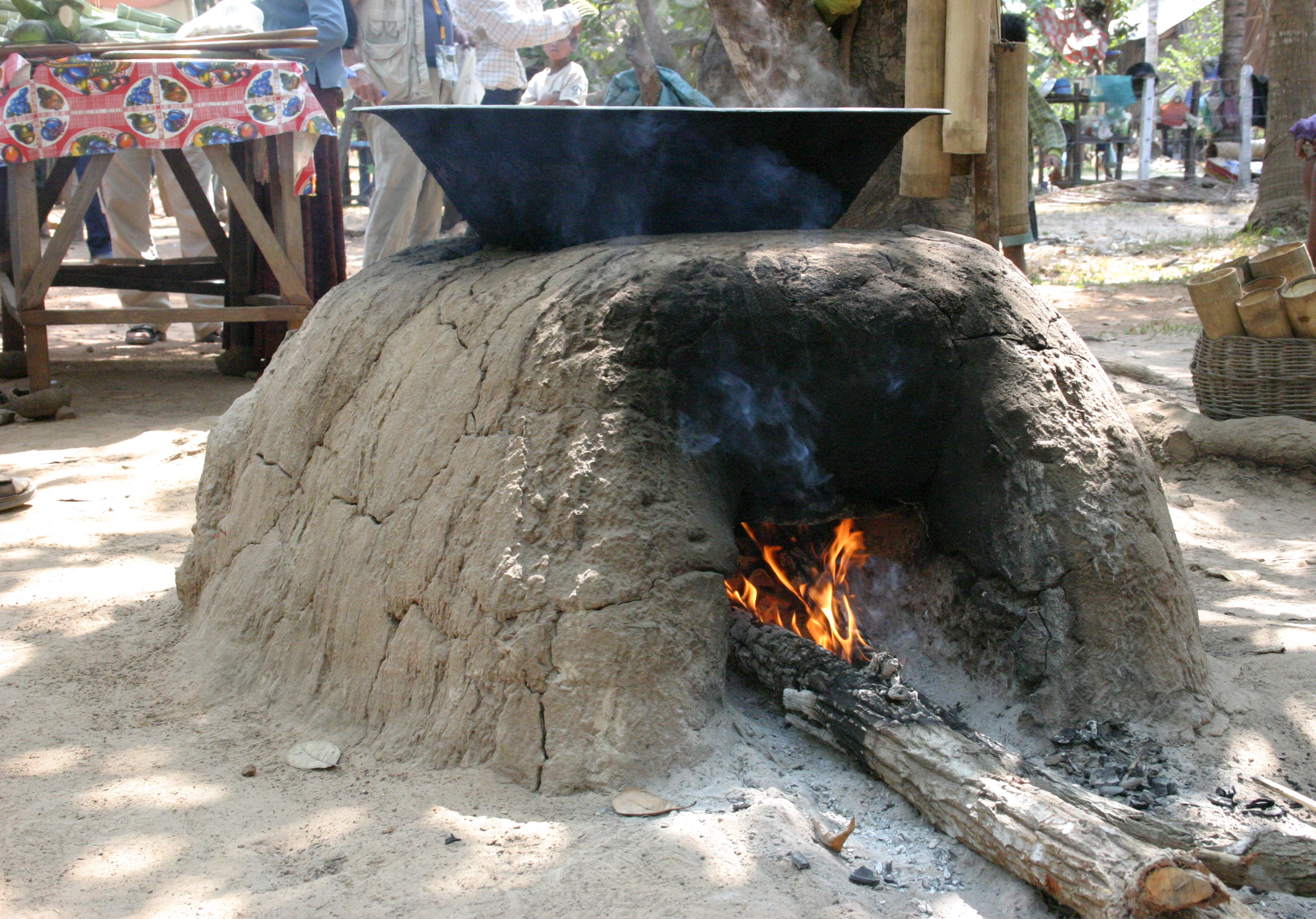
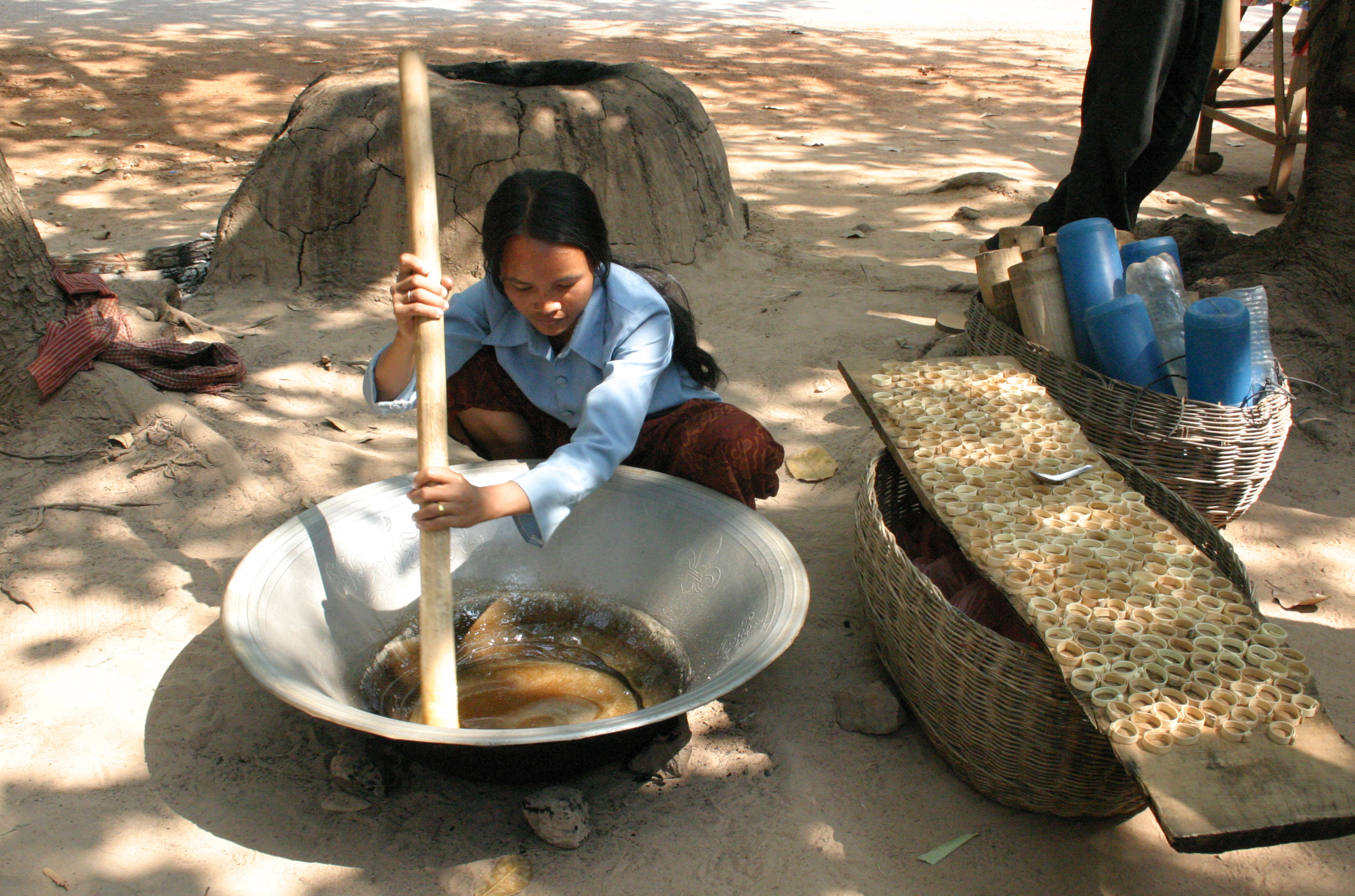
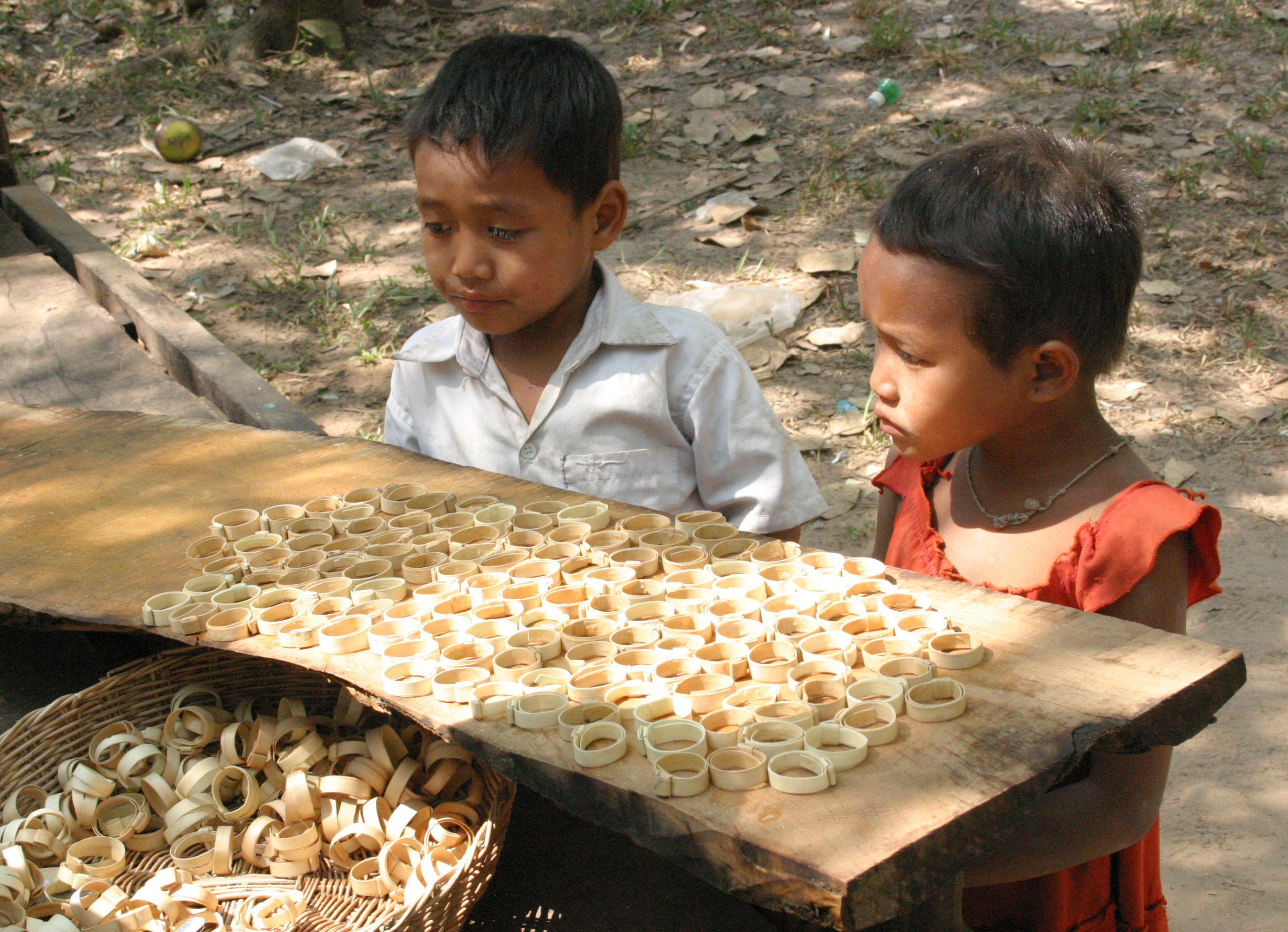
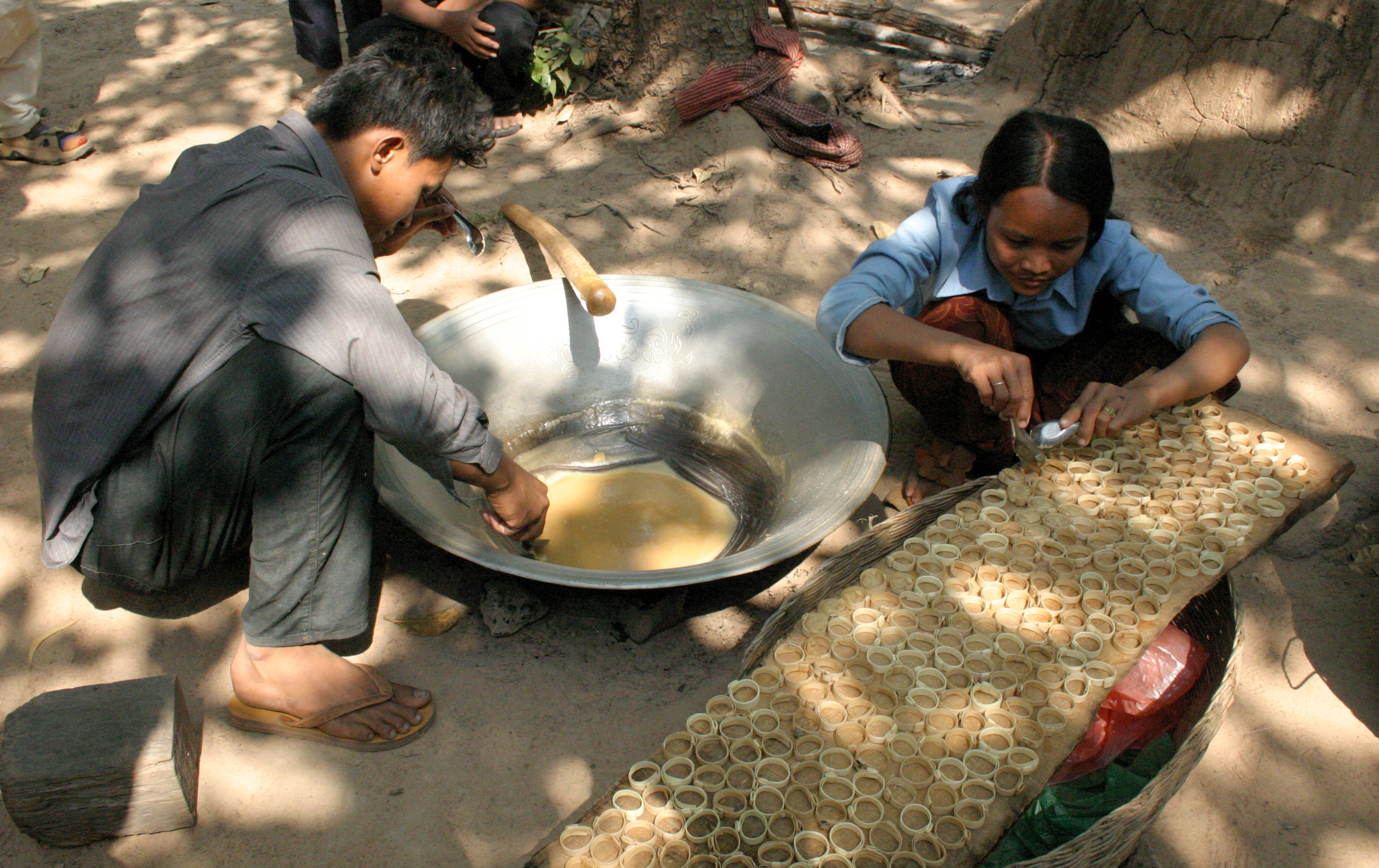
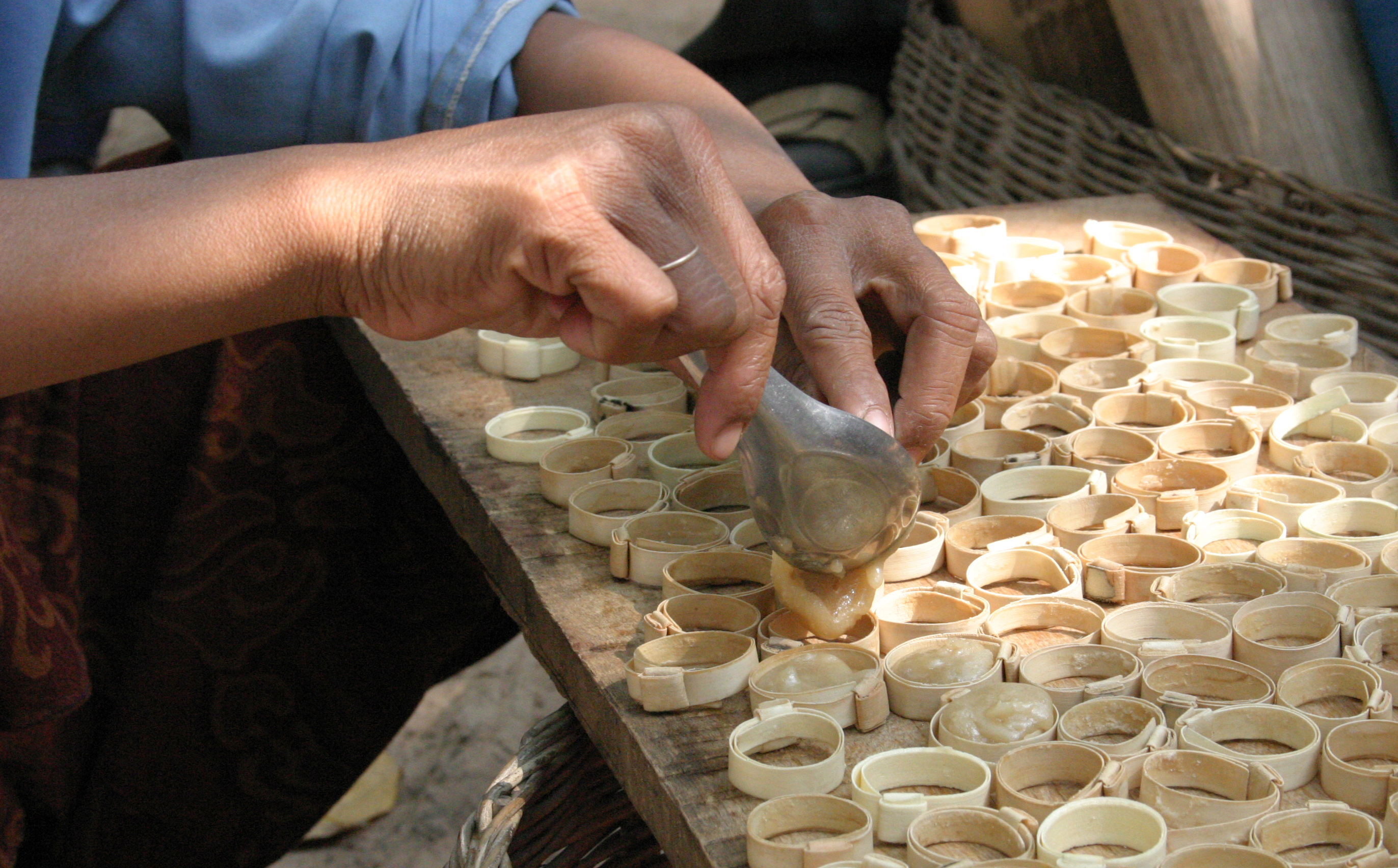
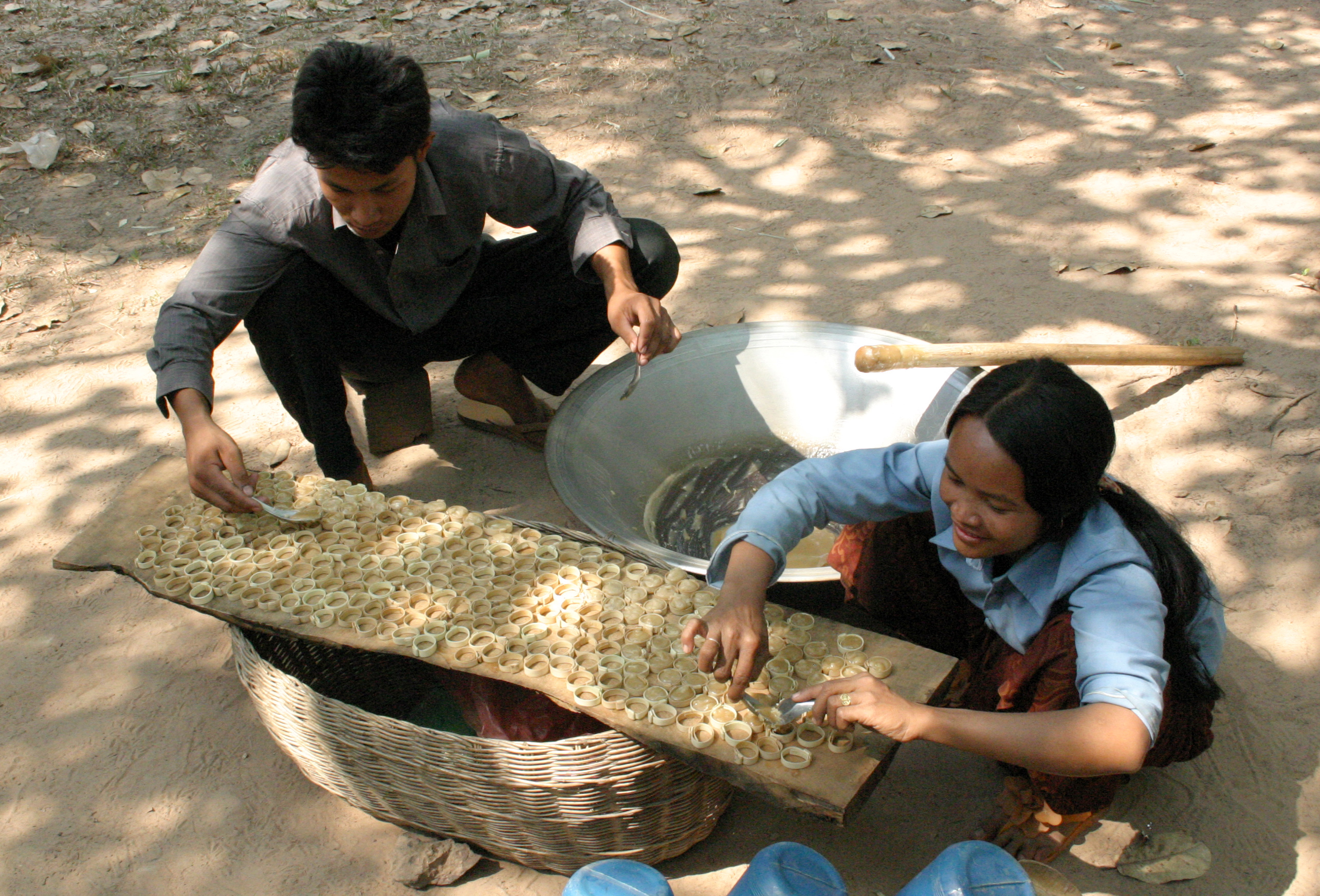
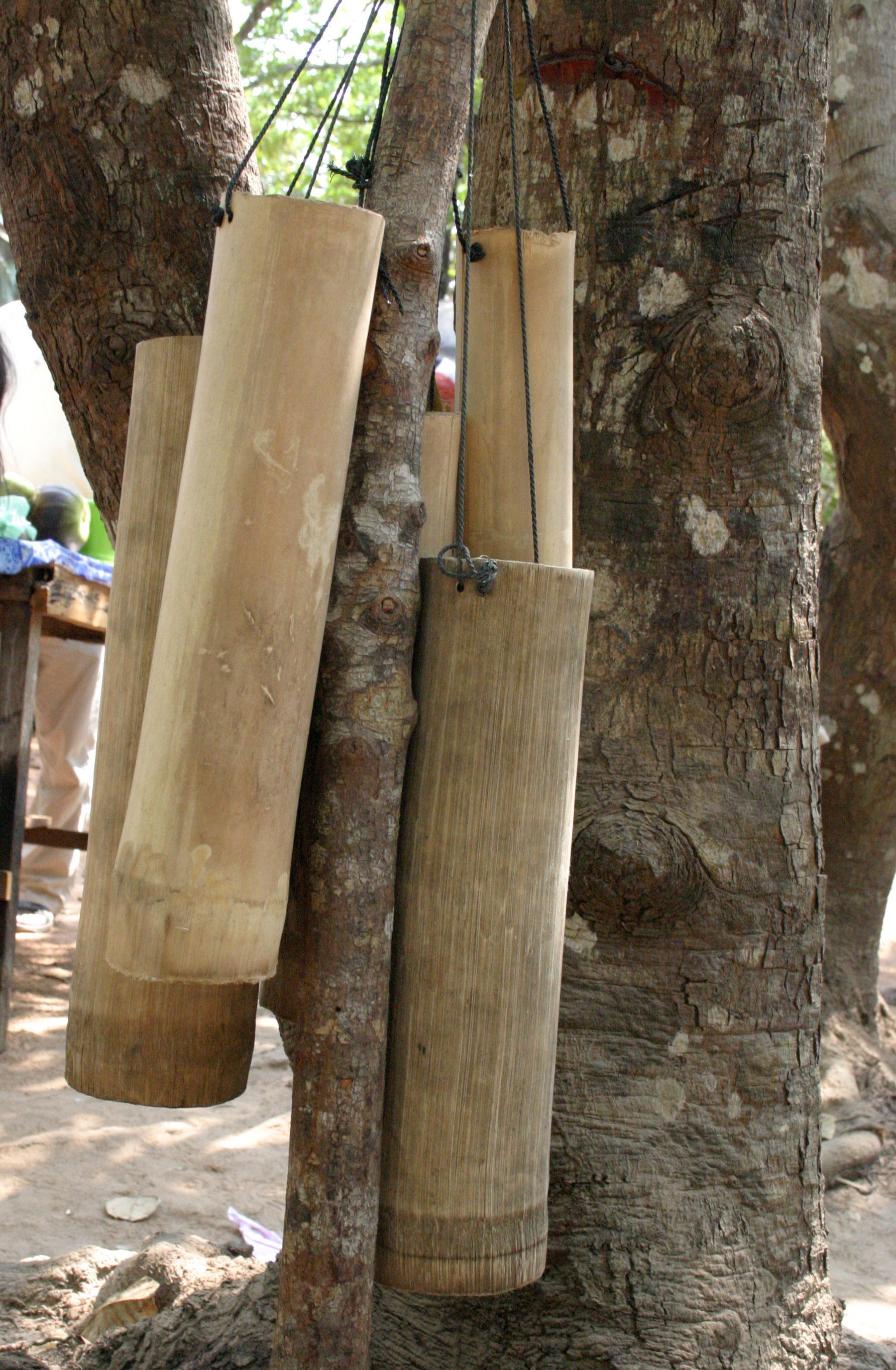
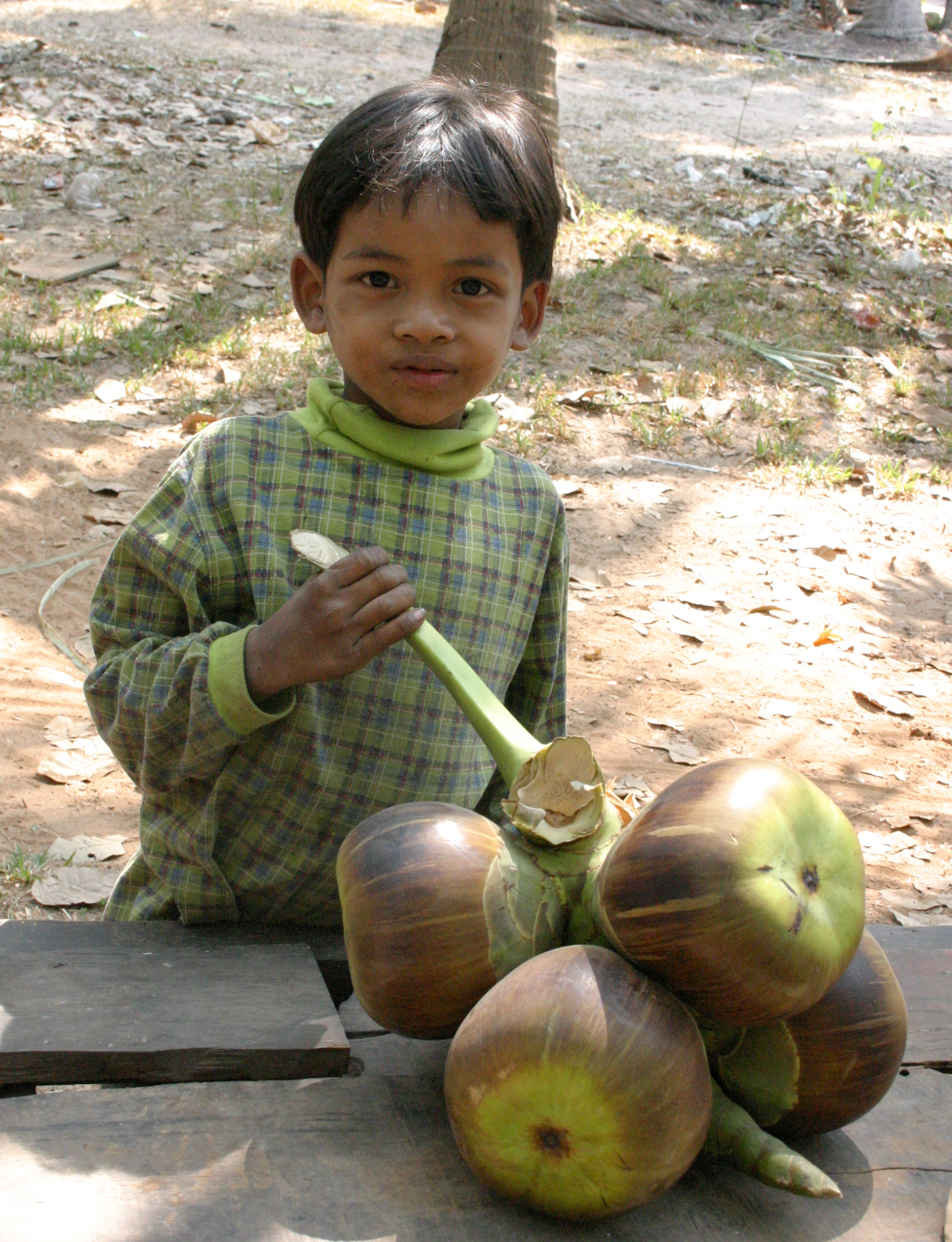